# Kepelské mokřady
Kepelské mokřady je přírodní rezervace zhruba jeden kilometr jihozápadně od osady Keply mezi Hartmanicemi, Velharticemi a Čachrovem v okrese Klatovy. Oblast spravuje Správa NP a CHKO Šumava. Důvodem ochrany jsou kriticky ohrožené druhy rostlin a živočichů, prameniště, skupiny stromů, porosty, přirozené přírodní ekosystémy.